# Paul Kutscher
Paul Kutscher (11 de maig de 1977) és un nedador d'estil lliure uruguaià d'origen alemany que va competir als Jocs Olímpics d'estiu de 2000 i 2004. El seu germà Martín també és un nedador olímpic, que va competir per a l'Uruguai durant els Jocs Olímpics de 2004 i 2008.

## Torneigs internacionals
- Jocs Olímpics del 2000
- Jocs Panamericans del 2003
- Jocs Olímpics de 2004
- Campionats del món de 2007 (50 lliures)
- Jocs Panamericans del 2007